# Lapislàtzuli
El lapislàtzuli és una roca metamòrfica poc comuna, que té la latzurita com a component essencial, i que és destinada bàsicament a l'ornamentació. És una gemma molt apreciada en joieria des de l'antiguitat.

## Etimologia
El seu nom prové del llatí lapis ('pedra'), i lazuli, la forma genitiva del llatí medieval lazulum, que és evolució de l'àrab clàssic lzaward ('lapislàtzuli'), aquest del persa lavard i aquest del sànscrit rja-várta ('reial joia'), de rya 'rei', i vártam 'pirita', 'pedra semipreciosa', i també remolí, rull, rínxol.
Es creu que rjvarta és l'origen de la paraula 'blava'. Un altre nom del lapislàtzuli és várta-mani que seria 'joia de pirita'.

## Característiques
Es defineix geològicament com una roca, ja que és un material compost de diversos minerals. Els principals components en són latzurita (d'un 25% a un 40%), un silicat càlcic complex (sodi, alumini, silici, oxigen i sofre) que li proporciona el color blau característic, wol·lastonita que aporta l'envetat gris; calcita, que és la responsable de l'envetat blanquinós, i pirita, que li dona els reflexos daurats. La seva fórmula química és:
(Na, Ca)₈ (Al, Si)₁₂ O24 S₂ FeS-CaCO₃.
Té una densitat de 2,7 a 3, i una duresa de 5,5 en l'escala de Mohs. Presenta un reflex vitri i una fractura concoidal. És atacable per l'àcid clorhídric, fet que facilita la seva diferenciació d'altres minerals com l'atzurita.

## Aplicacions

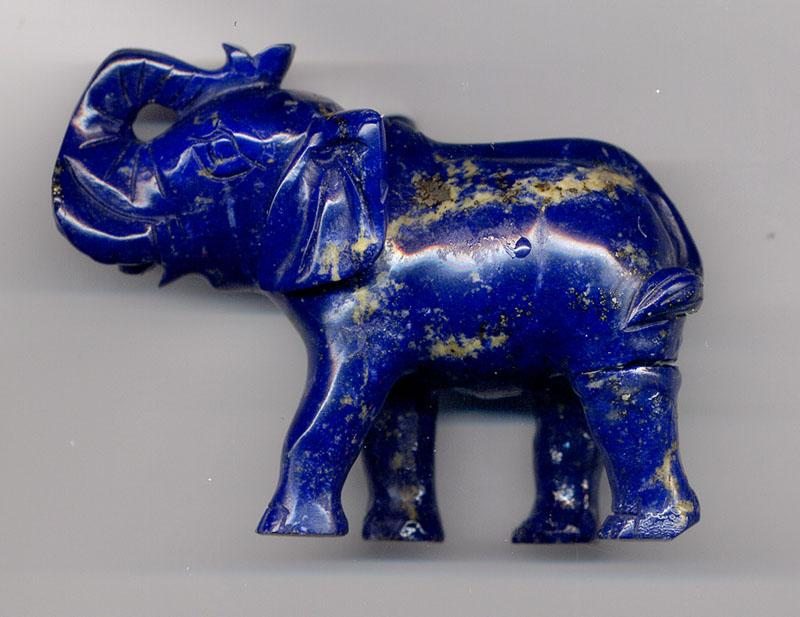
Figura de lapislàtzuli

El seu color blau es considera símbol de puresa, salut, sort i noblesa, cosa que ha motivat que històricament fos utilitzada pels egipcis, babilonis i assiris per a adorns i màscares funeràries. Els romans creien que tenia propietats afrodisíaques. A l'edat mitjana se li atribuïen altres virtuts medicinals per la robustesa dels membres, per prevenir la por, el dubte i l'enveja; es bevia barrejada amb llet.
La pols del mineral proporcionava un pigment blau molt apreciat entre els grans pintors del Renaixement per la seva durabilitat, i a Amèrica pels pintors de la coneguda escola cuzqueña, per la seva estabilitat i permanència. Leonardo da Vinci, Albrecht Dürer i Fra Angelico es van referir a la pols de lapislàtzuli com a «or blau», i en aquella època el seu preu igualava el de l'or. Un bell exemple de la seva utilització es pot trobar en el llibre il·lustrat més valuós conservat: Les molt riques hores del duc de Berry, al Museu Condé, a Chantilly.
Pràcticament tot el lapislàtzuli utilitzat en l'antiguitat a Euràsia s'obtenia de pedreres situades a les muntanyes de l'Afganistan, les quals encara són explotades amb procediments molt similars als utilitzats fa milers d'anys. A Amèrica, els inques i altres cultures precolombines van explotar-ne fa 2.000 anys jaciments el jaciment Flor dels Andes, el qual se situa a 3.600 metres d'altura, a la zona d'Ovalle (Xile), fent-lo servir en l'elaboració de màscares i altres ornaments.
En l'actualitat se'n continua emprant en joieria; s'ha popularitzat per la introducció al mercat del lapislàtzuli nord-americà. Els inques i altres cultures precolombines van explotar fa més de 8.000 anys jaciments a les regions muntanyenques del Perú, utilitzant-lo en màscares, ornamentació i decoració. Aquest jaciment va ser trobat a mitjan segle passat, i el descobriment d'una pedra en forma de punta de fletxa construïda amb lapislàtzuli a la rodalia d'aquest lloc va ajudar a descobrir el 1921 que aquesta roca era probablement coneguda en els temps prehistòrics d'Amèrica pels diaguitas.
Va ser usat en la decoració de mobles per donar-los valor, alguns dels quals poden observar-se en grans museus d'Europa com El Prado (Madrid, Espanya), el castell Sforzesco (Milà, Itàlia), o el Louvre (París, França), així com en col·leccions privades. En l'actualitat se segueix emprant en la creació de joieria especialment a Xile, el qual s'exporta en grans quantitats a Europa i Estats Units.
El lapislàtzuli s'ha gravat amb freqüència, quan els fragments han estat suficients en grandària, en copes, gots, escultures, etc. El tresor de la corona de França inclou molts i magnífics objectes de lapislàtzuli, entre d'altres: una copa en forma de barqueta de grans dimensions, un sabre d'empunyadura que el soldà Fateh Ali Tipu va regalar a Lluís XVI, una cubeta de lapislàtzuli barrejat amb quars i pirites de 298 mm de llarg i 166 mm d'alt.